# Holmen (Koppenhága)

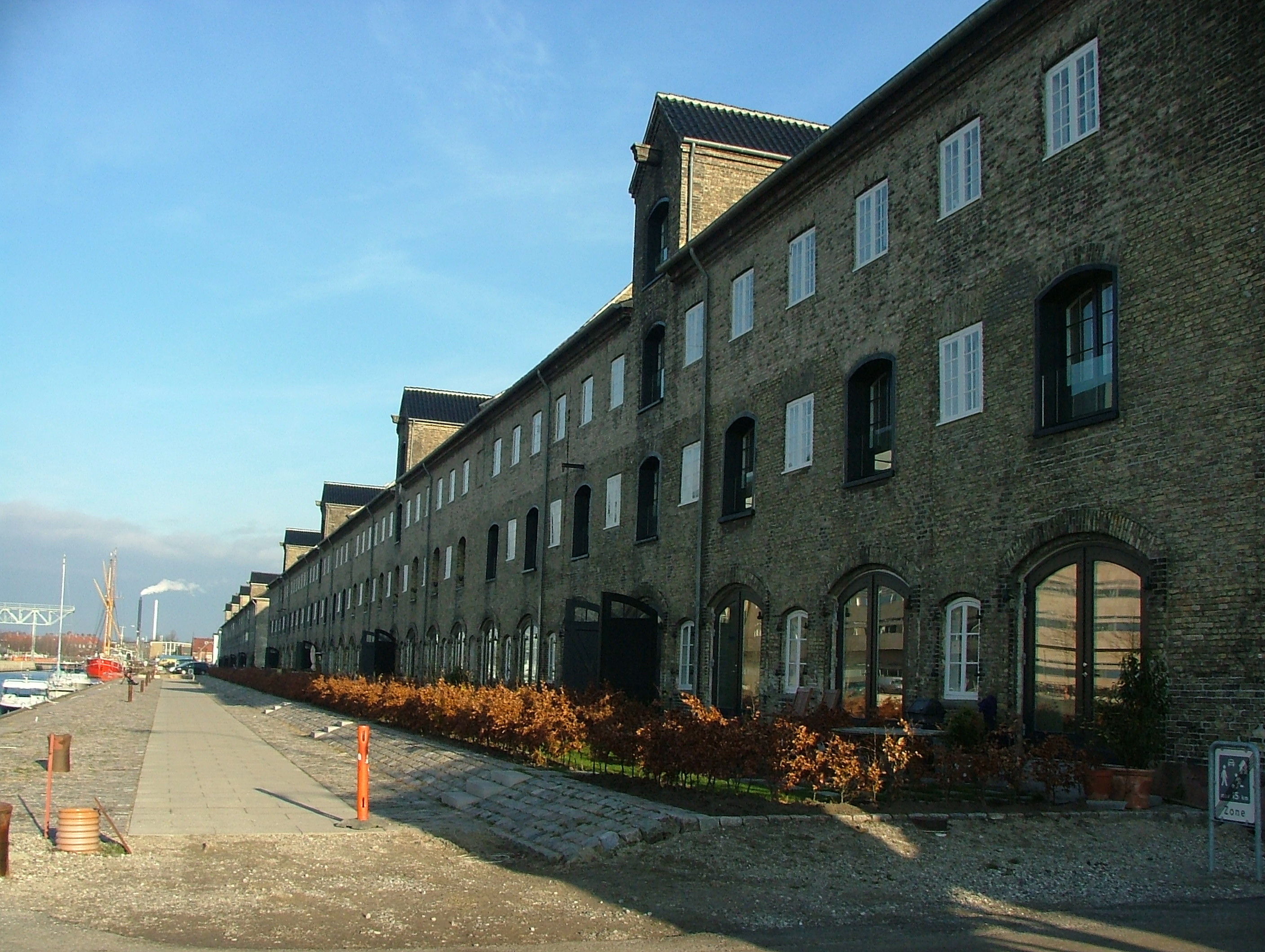
A haditengerészet egykori raktárai

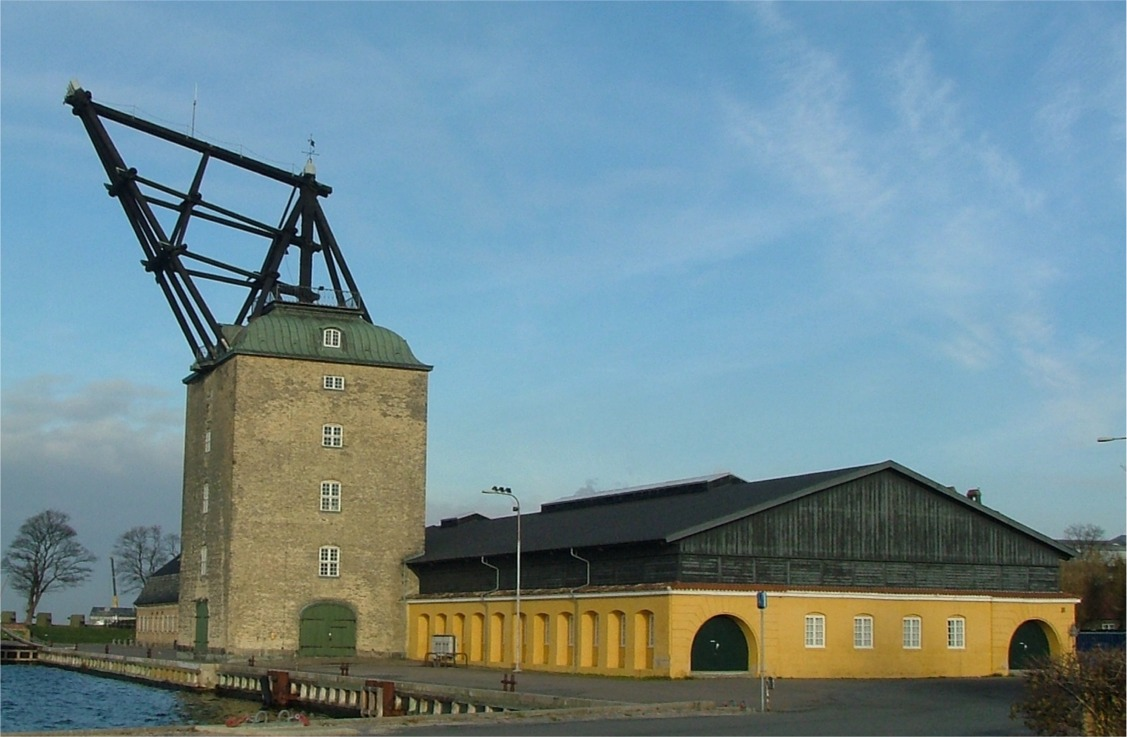
A terület egyik legjellegzetesebb építménye a kikötői daru (Mastekranen)

Holmen (jelentése magyarul: a sziget) városrész Koppenhága belvárosában, Christianshavn városrészben. Nevével ellentétben – amely egyesszámú – valójában egy sor kis szigetből áll, amelyek Christianshavn északkeleti irányú meghosszabbítását képezik Sjælland, valamint Amager északi csúcsa között.
A 17. században alapított Holmen Haditengerészeti Támaszpont (Flådestation Holmen) eredetileg elfoglalta a teljes területet – amelyet valójában erre a célra alakítottak ki a tenger fokozatos feltöltésével –, de a funkciót nagy részét az elmúlt években máshová telepítették, és az 1990-es évek eleje óta a területen egy új városnegyedet hoztak létre, a támaszpont megmaradt részei pedig az északkeleti Nyholm szigetére koncentrálódnak. A városrészt ennek megfelelően lakóingatlan-fejlesztések, kreatív vállalkozások és oktatási intézmények, valamint a megmaradt haditengerészeti funkciók együttese jellemzi. Bár közigazgatásilag a belváros (Indre By) részét képezi, zsákjellegéből adódóan nyugalmas környék.

## Földrajz

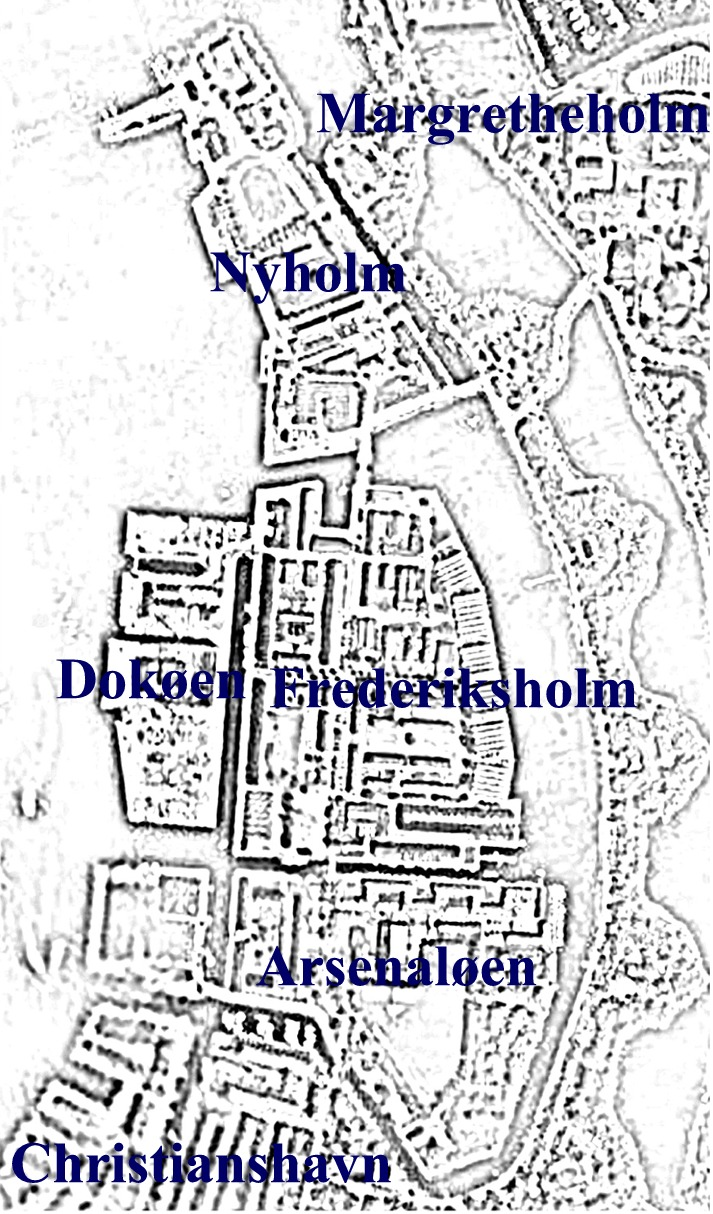
Holmen térképe

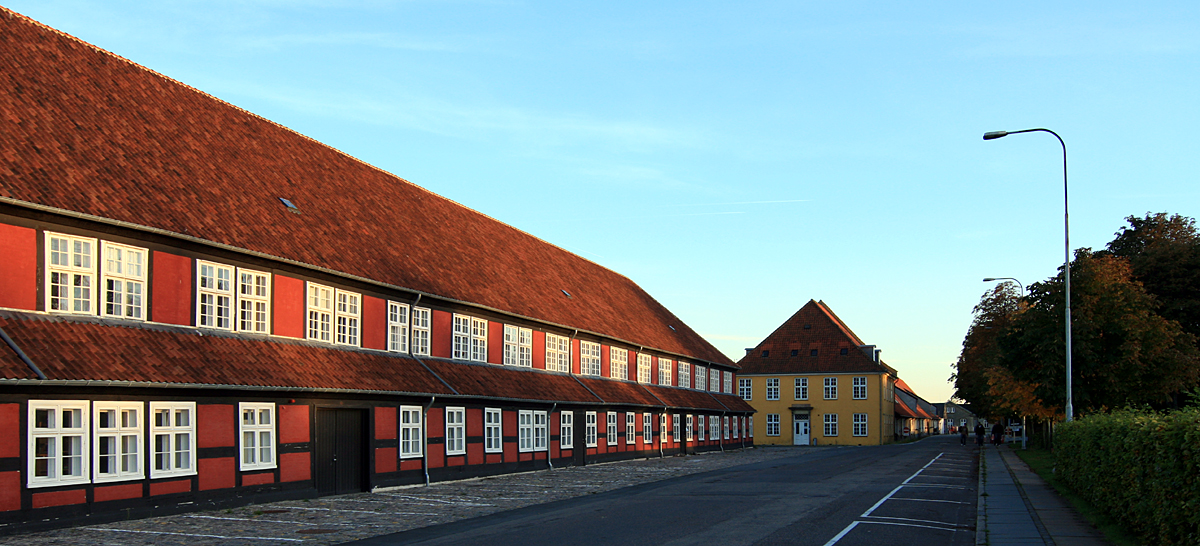
Nyholm

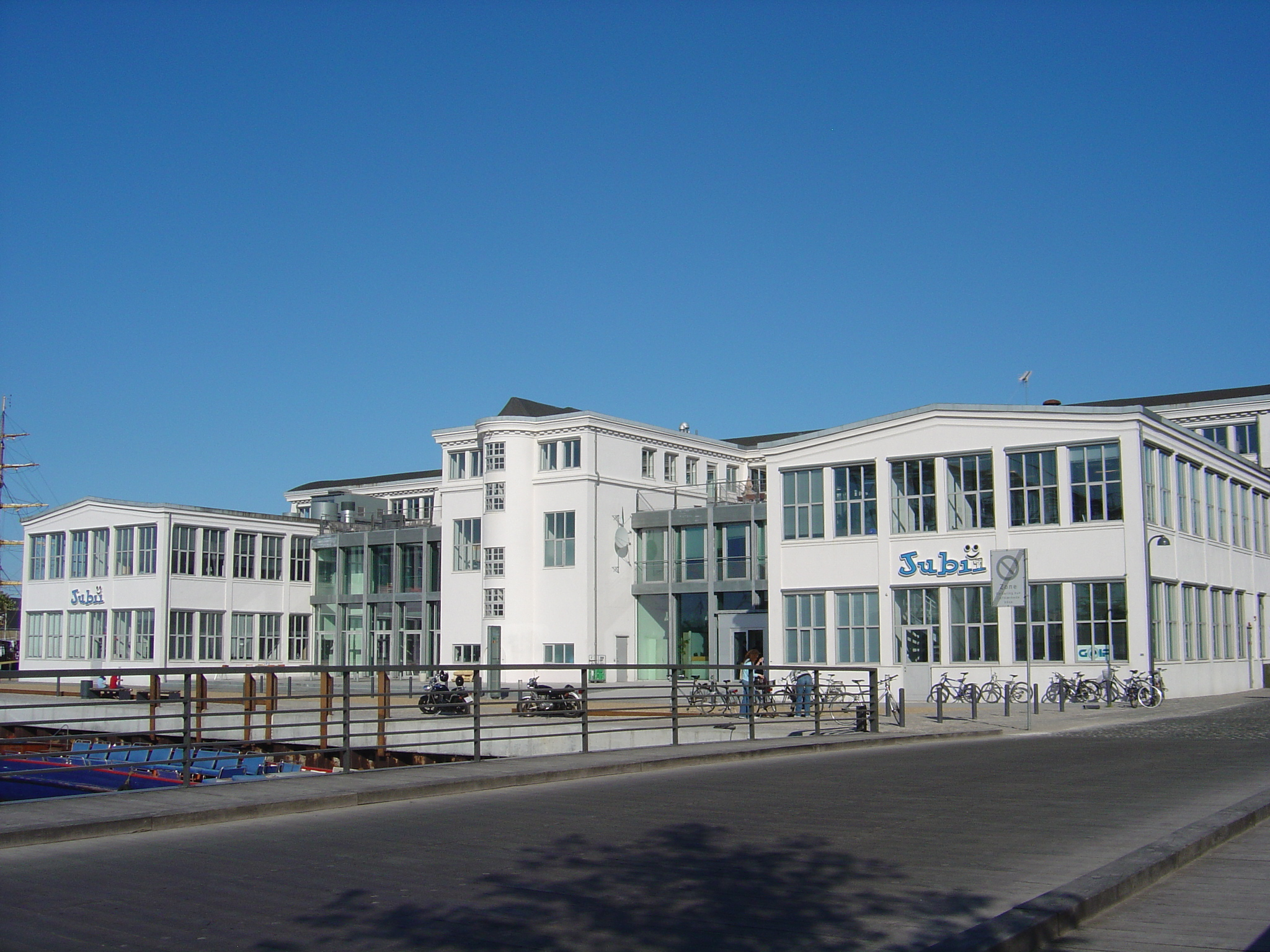
A Jubii informatikai cég székháza

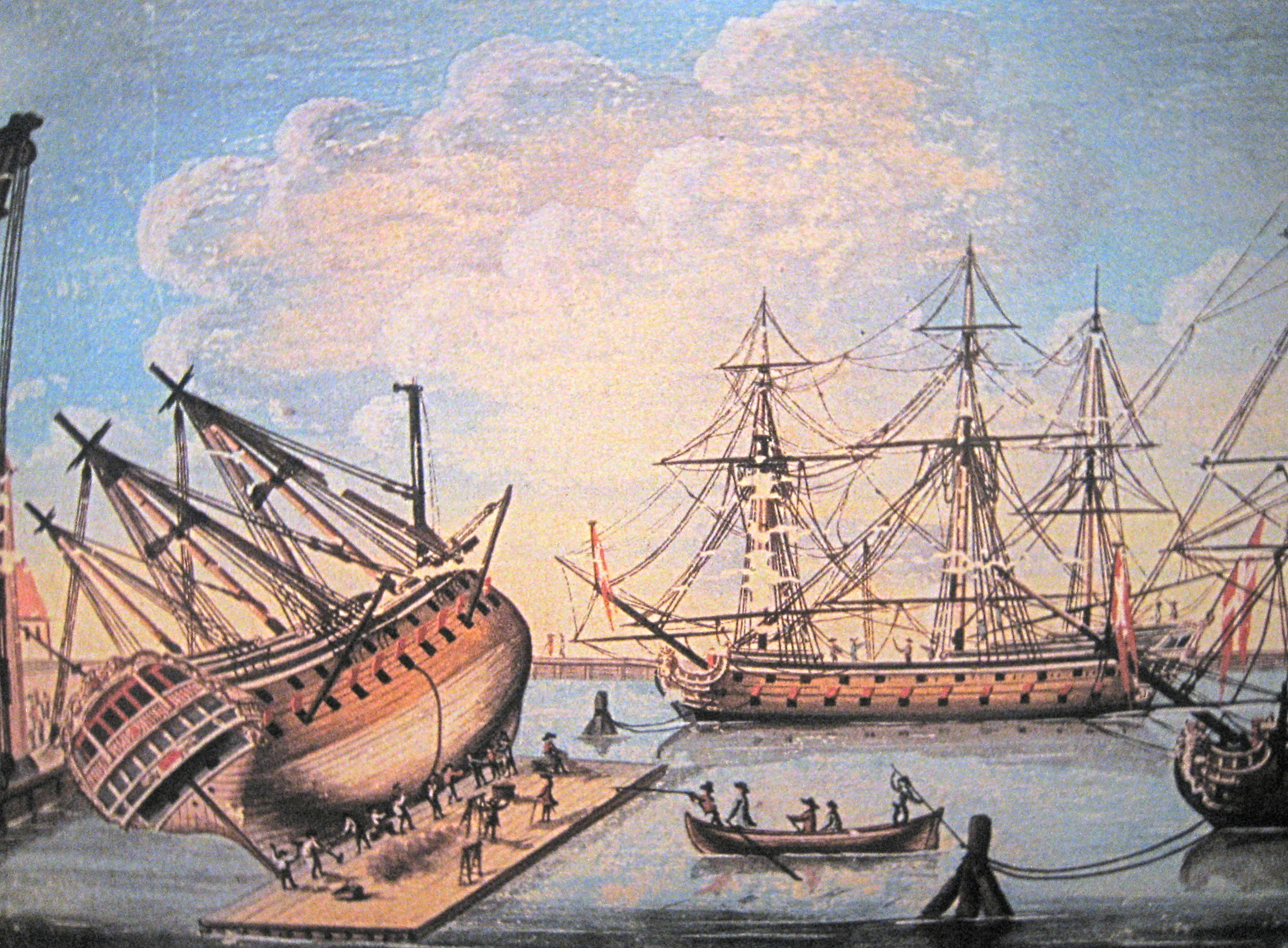
Hajót döntenek be tisztítás céljából Nyholmon, 1750 körül

A terület három fő szigete északkelet-délnyugati irányban a Nyholm, a Frederiksholm és az Arsenaløen. Kisebb szigetek az északnyugati oldalon a Dokøen, amelyen az új Koppenhágai Operaház található, valamint a Christiansholm.

## Történelem

### Előzmények
A 16. században Koppenhága kikötője csak a Slotsholmen körüli vizekből, illetve a közte és a Bremerholm (ma Gammelholm) közötti öbölből állt. Ezen kívül természetes kikötő volt a nyílt vízen, ahol a hajók horgonyozhattak, de semmi nem védte őket a széltől és az áramlatoktól. A város ebben az időben nemzetközi jelentőségű kereskedelmi központtá fejlődött, de itt állomásozott a kor egyik legnagyobb hadiflottája is. A nagyobb hadihajókat akkoriban csaknem mind Bremerholmon építették, és békeidőben a nyílt vízen horgonyoztak. A kikötő így az ellenség támadásával szemben is védtelen volt, ami nem csak a hadiflotta, de a város számára is veszélyt jelentett.
A veszéllyel IV. Keresztély dán király – aki egyébként Koppenhágát kisvárosból Dánia híres fővárosává és kikötőjévé tette – is tisztában volt, és nem is habozott cselekedni. 1618-1620-ban a Slotsholmen előtti sekély vizet feltöltötték, az Amager felőli oldalon pedig bástyákat emeltek és vizesárkot ástak. A város régi horgonyzóhelye így már nem nyílt hajózóvíz, hanem a kikötő védett része volt. Keresztély azonban nem állt meg itt: a keleti városfalat (Østervold) a várostól távolabbra helyezte, így a falakon belüli terület megduplázódott. Az új védelmi vonal a szintén újonnan épült Kastellet erőddel is összekapcsolódott. A király nem érte meg a nagyszabású munkálatok befejezését, amelyre nem sokkal azelőtt került sor, hogy a svédek 1658-ban ostrom alá vették Koppenhágát. Ezzel az új védelmi vonallal a város határa északra tolódott, de a Christianshavntól északra levő vízfelület még mindig nyitott volt. Az erődítési munkálatok logikus befejezése volt Christianshavn sáncainak északi meghosszabbítása a Kastellet vonaláig, amelyre az 1680-as években került sor.

### Nyholm
Az 1670-es évekre a helyzet ismét elviselhetetlenné vált a kikötőben. A nagy hadihajók még mindig a Bremerholm közelében horgonyoztak, ami nagyban akadályozta az egyéb kikötői tevékenységeket. A fából épült, összezsúfolt hajók ráadásul tűzvédelmi szempontból is veszélyt jelentettek. Új helyet kellett találni a hadihajóknak, amire Henrik Bjelke admirális és Niels Juel sort is kerítettek 1680-ban. Miután V. Keresztély dán király jóváhagyta a helyszínt, azonnal megkezdődött az építkezés. Az új kikötőhely egy cölöpökkel határolt négyszögletes terület volt. Eközben északon megkezdődtek az állandó védővonal kiépítésének munkálatai.
Holmen legészakibb szigetét, Nyholmot az 1680-as évek végén kezdték el feltölteni. A feltöltéshez a kikötőből és a város csatornáiból kikotort iszapot használták. Eközben az egyre nagyobb hadihajókat még mindig Bremerholmon építették, a vízre bocsátásuk azonban egyre problémásabb lett a belső kikötő zsúfoltsága miatt. Ezért Span admirális engedélyt kért rá, hogy az új szigeten lerakja egy új hajógyár alapjait. Az első új hajót, a Dannebrogot már 1692-ben vízre bocsátották, de a következő 250 évben minden jelentősebb dán hadihajó itt épült. A hajógyár fejlődésével az újabb műhelyek és raktárak helyigénye miatt a szigetet többször bővítették északi és déli irányban, többek között beleolvasztva Ankerø és Ballastø szigeteket; mai kiterjedését 1781-ben nyerte el.

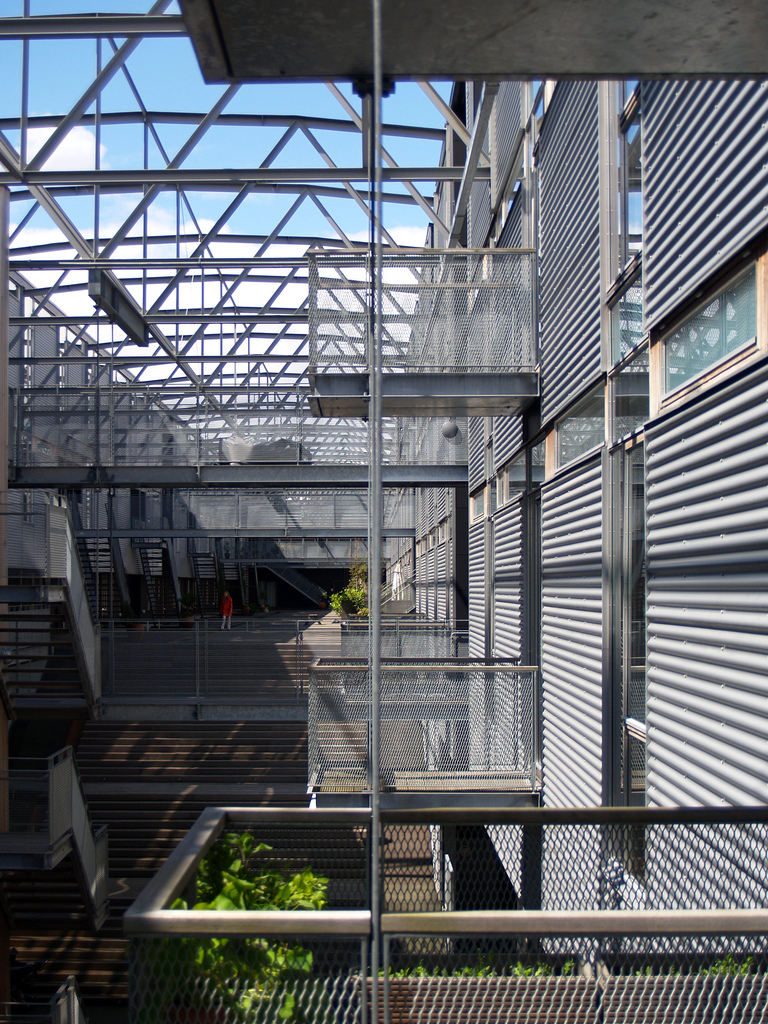
Az átalakított Torpedohallen belső udvara

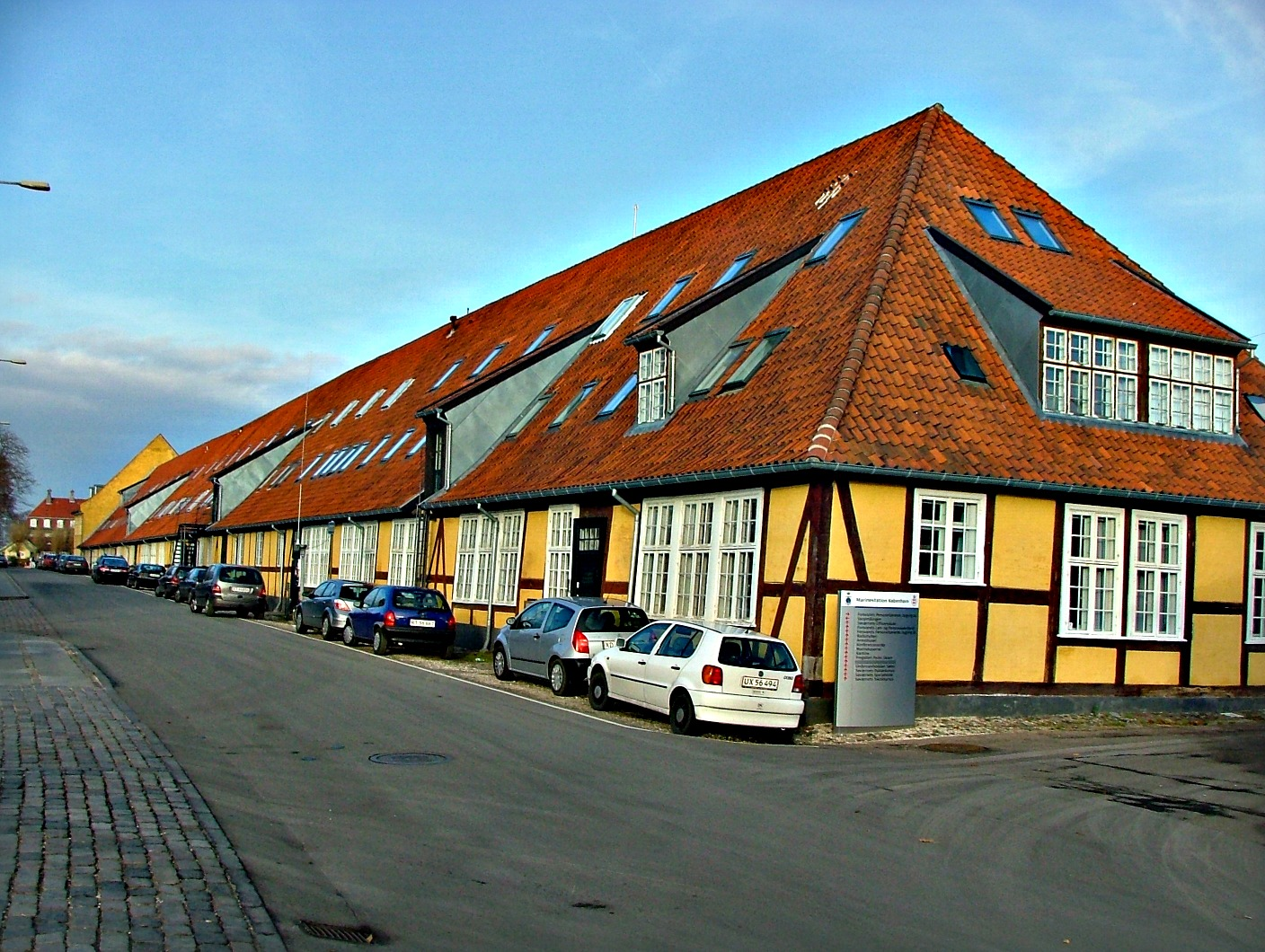
Régi raktárépületek

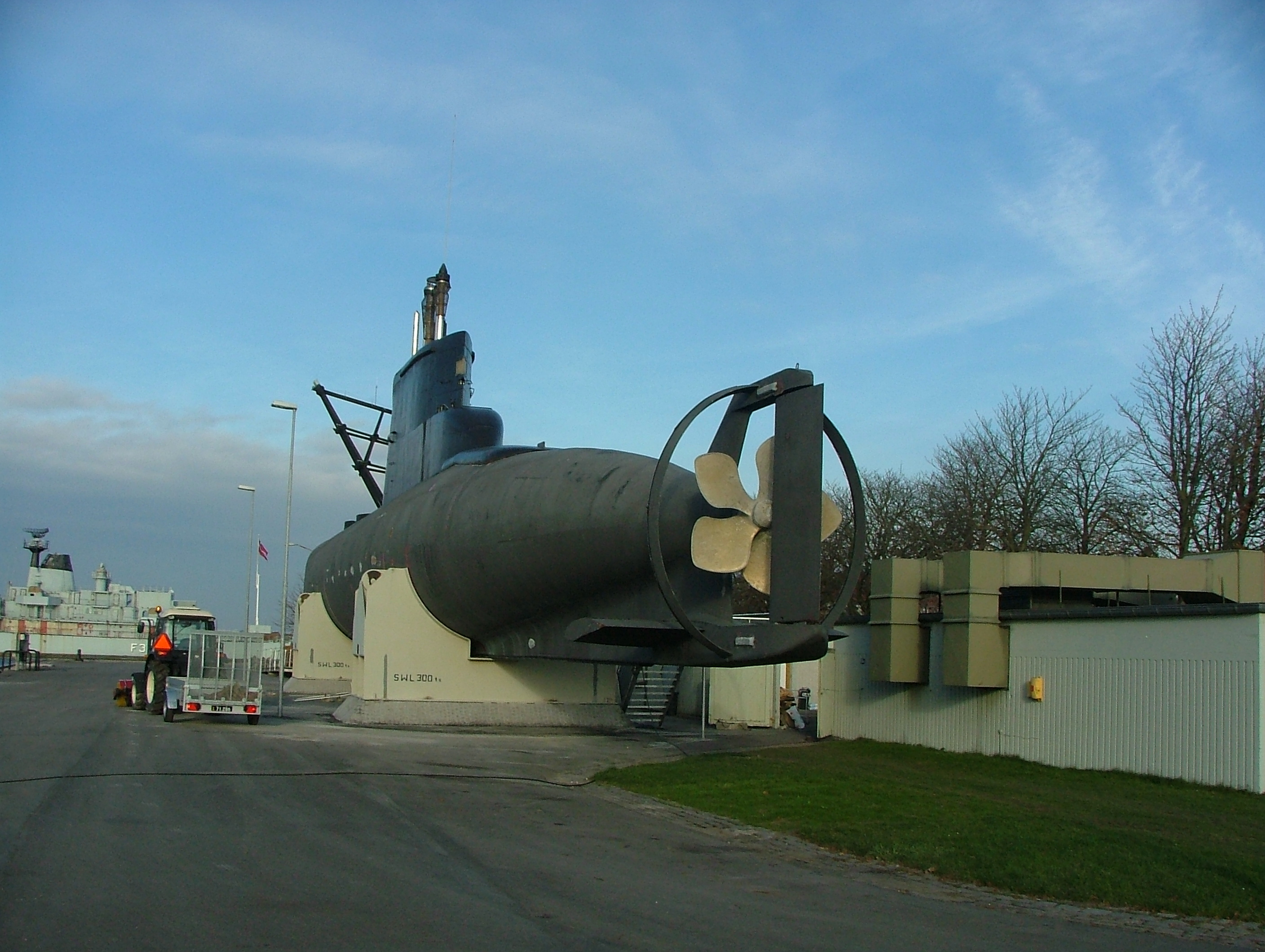
A Sælen tengeralattjáró ma múzeum

### Christiansholm
Nyholm és Christianshavn között továbbra is egy nagy, segély vízfelület terült el. Itt hozták létre az apró Motzmanns Plads szigetet. Ezt egy 1723-as királyi rendelet a haditengerészet kezelésébe adta, amely ágyúkat tartott itt, illetve megépített egy, a nyholmihoz hasonló teherdarut. A területet 1866-ban eladták a Christiansholms Fabrikkernek, amely lebontotta a darut. A szigetet ma a Pressens Fælles Papirindkøb cég használja, melynek olcsó betonépülete elzárja a kilátást a hangulatosabb Arsenaløen felé.
1740-ben Frederik Danneskiold-Samsøe, a haditengerészet parancsnoka nagyívű elképzeléseket vázolt fel a terület fejlesztésére, ahol minden hajóépítéshez és -karbantartáshoz szükséges funkciót koncentrált volna. Ennek egyes elemei meg is valósultak, azonban a hajózóutakat a folyamatos küzdelem ellenére sem sikerült elég mélyre kotorni, ami behatárolta a lehetőségeket.

### Frederiksholm
Az eredetileg Langøen néven ismert szigetet 1750 körül kezdték feltölteni Danneskiold tervei alapján, főként hogy a kotrásból származó iszapot legyen hová lerakni. Az 1790-es évek elején nyerte el az akkor Mudderøen névre hallgató sziget mai kiterjedését, de az iszap lerakása csak a 19. század közepén ért véget. 1767-1772 között épült fel az a két Philip de Lange tervezte, összesen 300 m hosszú épület, amelyek a dán barokk építészet legkiválóbb példái közé tartoznak. A szigeten építészeti szempontból mutatós ipari épületek is épültek a 19. század második felében, főként a gőzhajtás bevezetéséhez kapcsolódóan.

### Dokøen
Mivel a régi Ankerø sziget Nyholm része lett, egy újat hoztak létre a Langøen északi részénél. Ebből alakult ki később a Dokøen. Az újabb időkben itt működött a hajógyár, és 1857-ben egy új szárazdokkot is építettek a flotta régi christianshavni dokkja mellett. A szigetet fokozatosan bővítették déli irányban a Langøen hosszában. Ez volt az utolsó hely, ahol hadihajókat építettek és javítottak. Az utolsó hajót az 1970-es években bocsátották vízre. A dokk és az angol szivattyúház is védett

### Arsenaløen
A Langøentől délre fekvő sziget már az 1740-es években a flotta fegyvertárának adott helyet, nevét is innen kapta. az évszázadok során sokáig megtartotta eredeti szerény kiterjedését, de az 1820-as években ismét jelentkezett a kikotort iszap problémája, ezért úgy döntöttek, hogy a Mudderøentől délre fekvő vízterületet töltik fel. Ez összekapcsolódott az Arsenaløennel, amely így az 1840-es években nyerte el mai méretét.

## Fordítás
- Ez a szócikk részben vagy egészben a Holmen, Copenhagen című angol Wikipédia-szócikk ezen változatának fordításán alapul.  Az eredeti cikk szerkesztőit annak laptörténete sorolja fel. Ez a jelzés csupán a megfogalmazás eredetét és a szerzői jogokat jelzi, nem szolgál a cikkben szereplő információk forrásmegjelöléseként.

## Külső hivatkozások
- CPHolmen helyi újság (dán)
- Holmen, Copenhagen X városfejlesztési honlap (dán, angol)